# سيسيليو دومينغيز
سيسيليو دومينغيز (بالإسبانية: Cecilio Domínguez)‏ هو لاعب كرة قدم باراغواياني في مركز نصف الجناح، ولد في 11 أغسطس 1994 في أسونسيون في باراغواي. شارك مع منتخب باراغواي تحت 17 سنة لكرة القدم ومنتخب باراغواي تحت 20 سنة لكرة القدم ومنتخب باراغواي لكرة القدم. أما مع النوادي، فقد لعب مع بوكا جونيورز وناسيونال أسونسيون.

## وصلات خارجية
- سيسيليو دومينغيز على موقع الدوري الأمريكي (الإنجليزية)
- سيسيليو دومينغيز على موقع قاعدة بيانات كرة القدم.إي يو (الإنجليزية)
- سيسيليو دومينغيز على موقع ناشيونال فوتبول تيمز (الإنجليزية)
- سيسيليو دومينغيز على موقع Soccerway.com (الإنجليزية)
- سيسيليو دومينغيز على موقع AS.com (الإسبانية)